# Yoon Seung-ah
Yoon Seung-ah (윤승아?, 尹承雅?, Yun SeungaLR, Yun SŭngaMR; Gwangju, 29 settembre 1983) è un'attrice sudcoreana.

## Biografia
Dopo essere stata scoperta per strada da un talent scout, Yoon Seung-ah ha iniziato a lavorare come modella di riviste; ha attirato l'attenzione del pubblico per la prima volta nel 2006 nei video musicali di Alex Chu e Ji Sun per Very Heartbreaking Words e I Love You. Dopo essersi laureata ha intrapreso la carriera di attrice, inizialmente con ruoli secondari in film e serie TV, in particolare nei panni dell'eccentrica migliore amica della protagonista nella commedia romantica Jangnanseureon kiss e in quelli di una schiava diventata spadaccina nella serie in costume Haereul pum-eun dal. Nel 2012 ha ottenuto il suo primo ruolo da protagonista nella serie commedia romantica Panda-yang-gwa goseumdochi, interpretando la proprietaria di una pasticceria al fianco di Lee Dong-hae dei Super Junior.

## Vita privata
Il 4 aprile 2015 ha sposato il collega Kim Mu-yeol. Hanno avuto un figlio, Kim Tae-myeong, l'8 giugno 2023.

## Filmografia

### Cinema
- Gosa du beonjjae i-yagi: Gosaengsilseup (고사 두 번째 이야기: 교생실습?), regia di Yoo Ssi (2010)
- Goodbye My Smile (굿바이 마이 스마일?), regia di Kim Ju-hwan (2011)
- Susanghan i-utdeul (수상한 이웃들?), regia di Yang Young-cheol (2011)
- Ippeun geotdeur-i doe-eora (이쁜 것들이 되어라?), regia di Han Seung-hoon (2014)
- Sar-in-uiroe (살인의뢰?), regia di Son Yong-ho (2015)
- Method (메소드?), regia di Bang Eun-jin (2017)
- Chansir-ineun bokdo manchi (찬실이는 복도 많지?), regia di Kim Cho-hee (2020)

### Televisione
- Nonstop (논스톱?) – serie TV (2006) – cameo
- Geochim-eobs-i high kick! (거침없이 하이킥!?) – serie TV, episodio 1 (2006) – cameo
- Coffee prince 1hojeom (커피프린스 1호점?) – serie TV, episodio 1 (2007) – cameo
- Hero (히어로?) – serie TV (2009)
- Jangnanseureon kiss (장난스런 키스?) – serie TV (2010)
- Mongttang nae sarang (몽땅 내 사랑?) – serie TV (2011)
- Haereul pum-eun dal (해를 품은 달?) – serie TV (2012)
- Panda-yang-gwa goseumdochi (판다양과 고슴도치?) – serie TV (2012)
- Hwanggeum-ui jeguk (황금의 제국?) – serie TV (2013)
- Banggwa hu bokbulbok (방과 후 복불복?) – serie TV, episodio 2 (2013) – cameo
- Romance-ga pir-yohae 3 (로맨스가 필요해 3?) – serie TV (2014)
- Yubunyeo-ui tansaeng (유부녀의 탄생?) – serie TV (2016)